# Francis Cugat
Francesc Cugat i Mingall (Barcelona, 24 de maig de 1893- Westport (Connecticut), 13 de juliol de 1981), Francis Cugat, era germà del polifacètic músic i dibuixant Xavier Cugat, i va ser un artista, dissenyador, il·lustrador i tècnic cinematogràfic català que va treballar sobretot als Estats Units. La seva obra més coneguda és la portada original de la primera edició d'El gran Gatsby de Francis Scott Fitzgerald.

## Biografia
En els seus primers vint-i-cinc anys de vida va viure a ciutats com Barcelona, Girona, L'Havana, Nova York i Chicago. Va estudiar i completar la seva formació artística primer a l'Acadèmia de Reims i, posteriorment a l'escola de Belles Arts de París. Quan es va establir a Illinois, va entrar en contacte amb Cleofonte Campanini, el director artístic i home de confiança de Harold F. McCormick, el mànager general de l'Associació de l'Òpera de Chicago, que en aquells anys organitzava grans temporades de bel canto en el Teatre Auditori A partir d'aquí, entre els anys 1915 i 1918, elaborà pintures, cartells i programes de mà, visualment espectaculars de diversos personatges de l'òpera, especialment europeus. El 28 de novembre de 1922 es va casar amb la pintora Ruth Wadler. Aquesta artista era la germana de l'actriu Lucille Lortel, que va fundar el White Barn Theatre.
L'any 1924 es trasllada a Nova York per treballar d'il·lustrador. Allà va rebre l'encàrrec per part Maxwell Perkins, de la prestigiosa Charles Scribner's Sons, per tal de realitzar la coberta per a una novel·la que estava acabant Francis Scott Fitzgerald, El gran Gatsby. Francis Cugat va realitzar un guaix que va anomenar Celestial Eyes. El llibre va sortir publicat el 10 d'abril de 1925. El mateix any es trasllada a Hollywood. Douglas Fairbanks, un dels fundadors de la United Artists, el va contractar com a dissenyador dels seus platós de rodatge. Aquest fet va ser recollit pel Diario de Gerona de Avisos y Notícias en la seva edició del 18 de febrer de 1925: «Por la prensa neoyorquina nos enteramos que don Francisco Cugat, hermano del renombrado violinista ampurdanés del mismo apellido, ha sido nombrado director artístico de la marca filmática Artistas Asociados, en la cual actúa la celebrada pareja Fairbanks-Pickford».
L'any 1928 li van encomanar fer el cartell de presentació al Carnegie Hall de l'obra Un americà a París, del compositor George Gershwin. Aquest cop el va signar amb el pseudònim de Francis Coradal. L'obra es va estrenar el 13 de desembre amb la New York Philarmonic Orquestra, dirigida per Walter Damrosch. A començaments dels anys quaranta, en plena guerra mundial, es va dedicar a viatjar intensament pels EUA, el Pacífic Sud, Mèxic, Barbados i la zona del canal de Panamà. Aquest viatges de plaer li proporcionen inspiració i al retornar a casa, plasma moltes de les idees que ha tingut en quadres paisatgístics que reflecteixen la llum, el color i la joie de vivre de molts dels llocs que ha visitat que viuen totalment aliens a la conflagració mundial que té lloc en altres zones del planeta. D'aquesta època són alguns dels seus quadres més representatius French Quarters, recreació del barri històric de Nova Orleans; Bridgetown Harbour, una altra pintura a l'oli, en la qual Cugat dibuixa un paisatge mariner inspirat en el barri portuari de la capital de Barbados; i Back Yard Gathering, en què també pinta un ambient amable i distès en el qual es veu gent que viu amb suficiència. L'any 1942 es va poder veure tota la seva obra gràfica en una galeria de Nova York.
Entre el 1946 i el 1955 va concentrar gran part del seu treball a Hollywood. Allà va treballar, com a consultor tècnic de Technicolor, en films com The man from Colorado (1948), Red Pony (1949), Last of the Comanches (1953), The Caine Mutiny (1954). Això li va permetre treballar amb estrelles com John Wayne, Maureen O'Hara, Glenn Ford, William Holden, Rita Hayworth, Charles Laughton, Robert Mitchum, Barbara Stanwyck, Tyrone Power, Burt Lancaster o Humphrey Bogart. Cal assenyalar que va estar a les ordres de John Ford a The Quiet Man (1952) i The Long Gray Line (1955).
Francis Cugat no va poder tornar a Espanya durant un temps, ja que en ser pròfug de l'exèrcit el 1921 i estava en la llista de fugitius. L'ordre de recerca va prescriure durant els anys cinquanta.

## Revisions de la seva obra
El professor Matthew J. Bruccoli, un dels principals experts en l'obra de Scott Fitzgerald, ha estat un dels que més ha reivindicat la figura de Francis Cugat, des de la seva càtedra de llengua anglesa de la universitat de Carolina del Sud. El 1994, el centre d'estudis Scott Fitzgerald d'aquesta universitat va reunir una col·lecció de més de 300 dibuixos, guaixos i pintures a l'oli, així com bona part de la correspondència i altres escrits de Francis Cugat que es varen poder recuperar. Entre el maig i l'agost de 1995, el museu McKissick, vinculat a la universitat de Carolina del Sud, va organitzar una retrospectiva de l'obra pictòrica de Francis Cugat que, fins ara, ha estat l'exposició més important que s'ha fet mai sobre l'artista gironí. Aquell any, la mateixa universitat va publicar una tesi doctoral elaborada per Erica C. Hennig intitulada From New York Artist to Hollywood Art Director: Francis Coradal-Cugat's multifaceted art career, un volum de 292 pàgines, actualment exhaurit, que segurament és l'estudi més complet que s'ha publicat sobre Francis Cugat.
L'adjudicació rècord l'any 2009 a la subhasta de Bonhams de la col·lecció completa de manuscrits i primeres edicions de grans escriptors americans de MB Goldstone, entre que hi havia un exemplar (molt difícil de trobar) d'El gran Gatsby va tornar a posar Francis Cugat en el primer pla de l'actualitat i va ser objecte, aleshores, d'articles i comentaris a les principals capçaleres de la premsa nord-americana. Amb el nou remake d'El gran Gatsby, protagonitzat per Leonardo di Caprio, que va fer Hollywood el 2013, se'n va tornar a parlar.